# 砂漠の塩
『砂漠の塩』（さばくのしお）は、松本清張の長編小説。『婦人公論』に連載され（1965年9月号 - 1966年11月号、連載時の挿絵は堀文子）、1967年3月に中央公論社から単行本が刊行された。中東を舞台に、死を決意した男女と妻の跡を追う夫の、愛の行方を描く長編ロマン。本作で第5回婦人公論読者賞を受賞した。
『愛と死の砂漠』のタイトルで1971年にテレビドラマ化されている。

## あらすじ

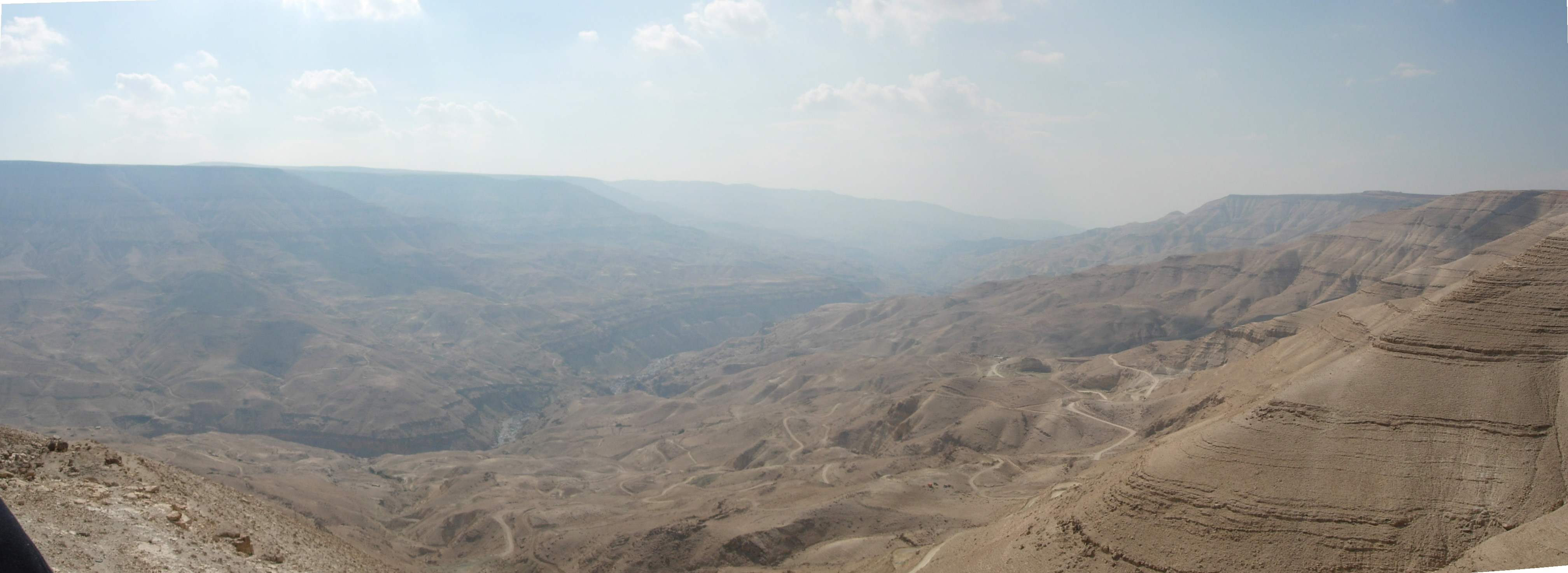
砂漠の中のワジ（写真はヨルダン）

ヨーロッパ・中東への旅行団に参加した野木泰子は、パリ・オルリー空港で一団と別れ、エジプト・カイロにて谷口真吉と落ち合う。再会を果たしたものの、泰子は未だ真吉に身体を許す気になれなかった。夫・保雄は善良で何の落ち度もないことが、泰子の心に罪の意識を落としていた。しかし、中東各地を経てバグダードへ向かう中で、泰子の心に少しずつ変化が生じていく。
真吉の妻・妙子は、夫が香港から会社に辞表を提出したことを知る。真吉はヨーロッパ・中東各国のほとんどのビザを取得していた。他方、保雄は泰子がヨーロッパで「蒸発」したことを知った。不安に落ちた保雄は、妻の行方を追うため、カイロへと飛ぶ。

## 主な登場人物
- 原作における設定を記述。

野木泰子
保雄と結婚したものの、真吉のことが度々胸をかすめ、諦めと後悔の間を揺れている。大学時代は美学を専攻していた。
谷口真吉
泰子の幼なじみだが、あまりに近すぎた仲のため、青春期にはかえって互いに冷淡になっていた。
野木保雄
泰子の夫。珍しいほど純粋で、泰子を強く愛している。
谷口妙子
真吉の妻。
川本英子
カイロ在住の留学生。
奥野
保雄の大学の同期生。
田丸
シリアの日本大使館員。
ヘンダーソン
バグダードの医師。

## エピソード
- 婦人公論読者賞の受賞を受けて著者は「『砂漠の塩』が読者賞になったのはなによりもありがたい。ことに読者の手によって選ばれたかと思うと、職業批評家の中間の媒体がないだけに、読者の直接感にふれてうれしい。中近東の初旅は短い日程であったが、実地を踏んだということは強かった。苦労した小説だったが、この実感に支えられて書いた。私にとっても、外国を舞台にした最初の小説である。その小説が読者の圧倒的な支持を得たと聞いて感激している。これからも、創作上の冒険をしたいという意欲に駆られる。この意欲もまた読者が私にくださったものだ」と感想を述べたと、本作の速記を務めた福岡隆は伝えている[1]。
- 本作連載に先立ち、エジプト、レバノン、シリアを含む中近東へ1965年4月15日から5月5日まで取材旅行が行われた。この時著者は、映画祭に出席する新珠三千代と同じ飛行機に乗り合わせた。福岡隆は「この小説を速記しながら、ヒロイン野木泰子を新珠三千代さんにおきかえたものであったが、おそらく松本さんも新珠さんのイメージを頭に浮かべながら口述したのではあるまいか」と推測している[1]。
- のちに著者は、フランス映画『眼には眼を』のラストシーンを賞賛する文脈で「拙作『砂漠の塩』では、映画とは場面が違うが、これ（同作のラストシーン）に似た情景を挿入している」と記している[2]。
- 文芸評論家の郷原宏は、本作が「日本ではおそらく初めて中近東を舞台にした恋愛小説」と述べている[3]。

## 作品の舞台
- ネクロポリス･･･カイロのものを主人公が訪れる。
- ベイルート
- バールベック
- ダマスカス
- マフラク･･･ヨルダン北西部の都市。
- ルトバ･･･イラク西部にある、砂漠の中の中継地点。

## テレビドラマ
ドラマタイトル「愛と死の砂漠」。1971年4月6日から9月28日まで、関西テレビ制作・フジテレビ系列(FNS)（22:00-22:56）にて、全26回の連続ドラマとして放映。第12回日本放送作家協会賞演技者賞（小川真由美）受賞作品。
この枠では初の1時間ドラマ。また前作「スッポン」までは「あなたの劇場」という枠名が付いていたが、本作より枠名を廃止した。
キャスト
- 村松真吉：平幹二朗
- 野木泰子：小川真由美
- 野木保：井上孝雄
- 村松妙子：香山美子
- 真吉の母：夏川静枝
- 保の父：野々村潔
- 保の母：宝生あやこ
- 泰子の父：村上冬樹
- 泰子の母：幾野道子
- 泰子の妹：珠めぐみ
- 白石哲也：大出俊
- 辻：藤岡琢也
- 辻冬子：大空真弓
- 細川俊夫
- 久富惟晴
- 塚本信夫
- ミッキー安川
- 奧野：小山田宗徳
- 児玉謙次
- 菅原謙次
- 田丸：有島一郎
- 河野秋武
- 田口計
- 鏑木：富田浩太郎
- 水野久美
- 入川保則
- 東恵美子
- 平井（看護婦）：文野朋子
- 土屋（冬子の主治医）：飯沼慧
- 川本英子：佐久間良子
- 有馬稲子
- ナレーター：納谷悟朗 → 高橋昌也

スタッフ
- 脚本：田坂啓、中島丈博、国弘威雄、勝目貴久、岡田正代
- 演出：井上昭、西河克己
- 音楽：佐藤勝
- 製作：関西テレビ、松竹

| 関西テレビ制作・フジテレビ系列 火曜22時枠                                                                                       | 関西テレビ制作・フジテレビ系列 火曜22時枠 | 関西テレビ制作・フジテレビ系列 火曜22時枠     |
| 前番組 | 番組名                                    | 次番組                                        |
| --- | ----------------------------------------- | --------------------------------------------- |
| スッポン （1971.1.5 - 3.30） ※22:00 - 22:45 ここまで「あなたの劇場」ふるさと紀行 ※22:45 - 23:00、東海テレビ制作 水曜22:45へ移動 | 愛と死の砂漠 （1971.4.6 - 9.28）          | 江戸巷談 花の日本橋 （1971.10.5 - 1972.3.28） |